# تئودور جی. فلیکر
تئودور جی. فلیکر (انگلیسی: Theodore J. Flicker؛ ۶ ژوئن ۱۹۳۰ – ۱۲ سپتامبر ۲۰۱۴ (۸۴ سال)) یک کارگردان، و هنرپیشه اهل ایالات متحده آمریکا بود.